# Vendeville
Vendeville est une commune française, située dans le département du Nord (59) en région Hauts-de-France. Elle fait partie de la Métropole européenne de Lille. La ville est principalement connue pour le pèlerinage dédié à sainte Rita qui s'y déroule à longueur d'année, en l'église Saint-Eubert.

## Géographie

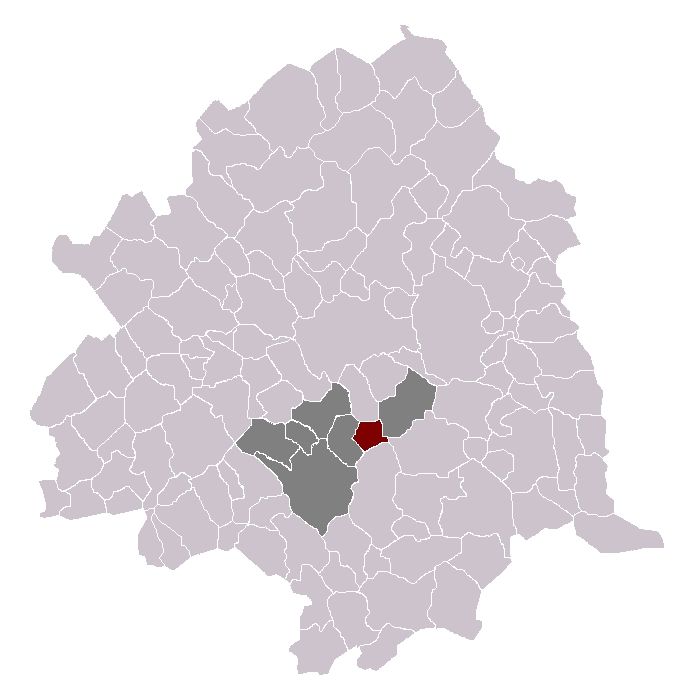
Vendeville dans son canton et son arrondissement

### Situation
Vendeville se situe dans le Mélantois en Flandre romane à 6,2 km au sud-est de Lille (9 km par la route).

### Communes limitrophes
|            | Faches-Thumesnil | Lesquin |
| Templemars | Vendeville       | Fretin  |
|            | Avelin           |         |

### Hydrographie
La commune est située dans le bassin Artois-Picardie. Elle n'est drainée par aucun cours d'eau,.

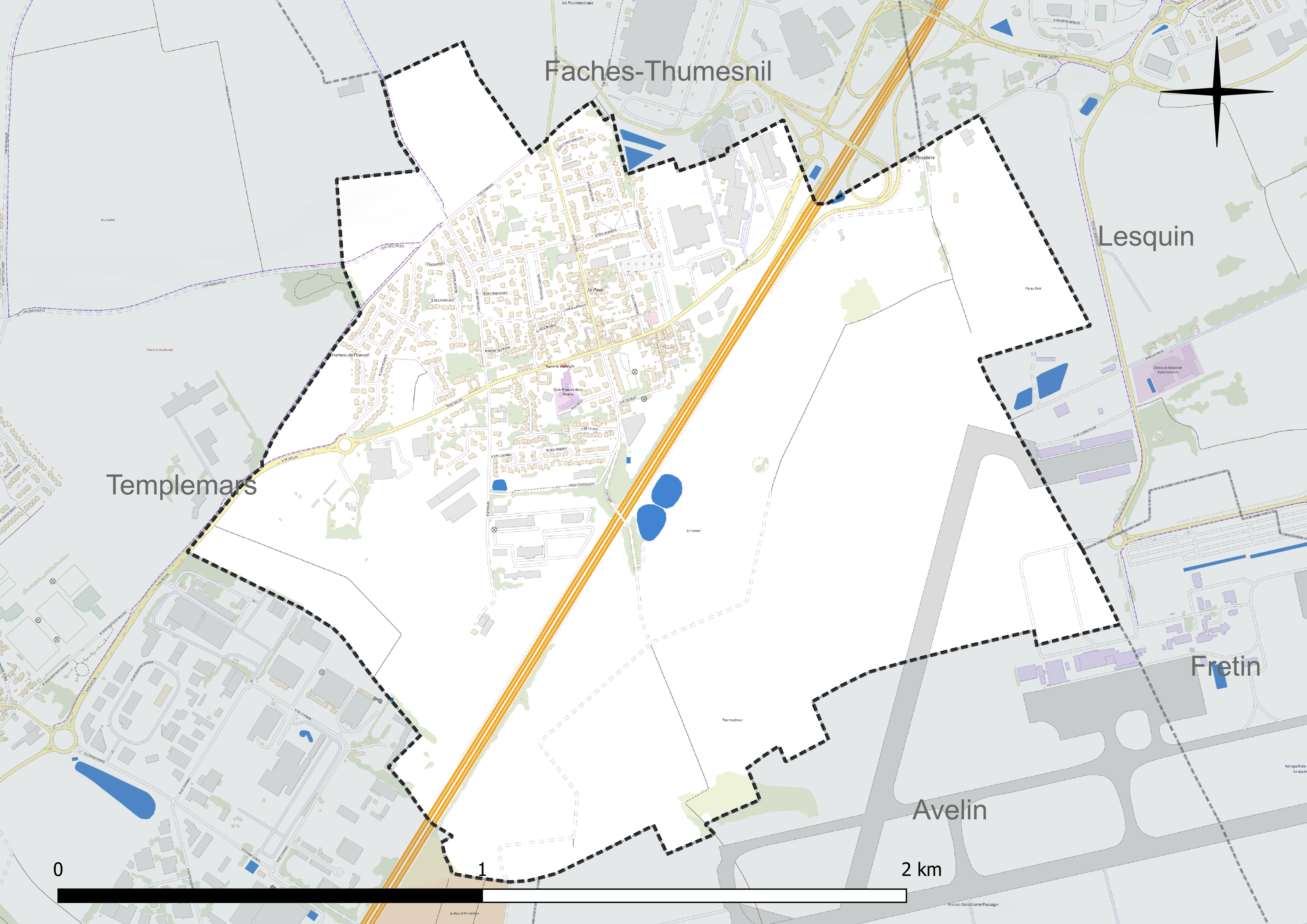
Réseau hydrographique de Vendeville.

### Climat
Pour des articles plus généraux, voir Climat des Hauts-de-France et Climat du Nord.
En 2010, le climat de la commune est de type climat océanique dégradé des plaines du Centre et du Nord, selon une étude du CNRS s'appuyant sur une série de données couvrant la période 1971-2000. En 2020, Météo-France publie une typologie des climats de la France métropolitaine dans laquelle la commune est exposée à un climat océanique et est dans la région climatique  Nord-est du bassin Parisien, caractérisée par un ensoleillement médiocre, une pluviométrie moyenne régulièrement répartie au cours de l'année et un hiver froid (3 °C).
Pour la période 1971-2000, la température annuelle moyenne est de 10,5 °C, avec une amplitude thermique annuelle de 14,4 °C. Le cumul annuel moyen de précipitations est de 708 mm, avec 11,6 jours de précipitations en janvier et 9 jours en juillet. Pour la période 1991-2020, la température moyenne annuelle observée sur la station météorologique la plus proche, située sur la commune de Lesquin à 3 km à vol d'oiseau, est de 11,3 °C et le cumul annuel moyen de précipitations est de 740,0 mm,. Pour l'avenir, les paramètres climatiques de la commune estimés pour 2050 selon différents scénarios d'émission de gaz à effet de serre sont consultables sur un site dédié publié par Météo-France en novembre 2022.
| Mois                                  | jan.             | fév.             | mars           | avril           | mai             | juin            | jui.           | août           | sep.           | oct.            | nov.            | déc.             | année      |
| ------------------------------------- | ---------------- | ---------------- | -------------- | --------------- | --------------- | --------------- | -------------- | -------------- | -------------- | --------------- | --------------- | ---------------- | ---------- |
| Température minimale moyenne (°C)     | 1,7              | 1,9              | 3,8            | 5,9             | 9,3             | 12,1            | 14,2           | 14             | 11,4           | 8,4             | 4,9             | 2,3              | 7,5        |
| Température moyenne (°C)              | 4,1              | 4,7              | 7,5            | 10,5            | 13,8            | 16,7            | 18,9           | 18,8           | 15,8           | 11,9            | 7,6             | 4,7              | 11,3       |
| Température maximale moyenne (°C)     | 6,6              | 7,5              | 11,2           | 15              | 18,4            | 21,3            | 23,7           | 23,7           | 20,2           | 15,4            | 10,3            | 7                | 15         |
| Record de froid (°C) date du record   | −19,5 14.01.1982 | −17,8 21.02.1956 | −10,5 13.03.13 | −4,7 09.04.1968 | −2,3 03.05.1967 | 0 02.06.1962    | 3,4 05.07.1964 | 3,9 31.08.1956 | 1,2 23.09.1979 | −4,4 28.10.1950 | −7,8 24.11.1998 | −17,3 29.12.1964 | −19,5 1982 |
| Record de chaleur (°C) date du record | 15,2 18.01.07    | 19 24.02.21      | 24,8 31.03.21  | 27,9 15.04.07   | 31,7 27.05.05   | 34,8 28.06.1947 | 41,5 25.07.19  | 37,1 08.08.20  | 35,1 15.09.20  | 27,8 01.10.11   | 20,3 06.11.18   | 16,1 31.12.22    | 41,5 2019  |
| Ensoleillement (h)                    | 622              | 736              | 1 273          | 1 759           | 1 957           | 2 015           | 2 097          | 1 968          | 1 553          | 1 153           | 617             | 525              | 16 274     |
| Précipitations (mm)                   | 58,2             | 50,8             | 52,1           | 45,3            | 61,6            | 63,7            | 67,8           | 71,3           | 56,8           | 64,1            | 75              | 73,3             | 740        |

## Urbanisme

### Typologie
Au 1er janvier 2024, Vendeville est catégorisée ceinture urbaine, selon la nouvelle grille communale de densité à sept niveaux définie par l'Insee en 2022.
Elle appartient à l'unité urbaine de Lille (partie française), une agglomération internationale regroupant 60  communes, dont elle est une commune de la banlieue,,. Par ailleurs la commune fait partie de l'aire d'attraction de Lille (partie française), dont elle est une commune de la couronne,. Cette aire, qui regroupe 201 communes, est catégorisée dans les aires de 700 000 habitants ou plus (hors Paris),.

### Occupation des sols
L'occupation des sols de la commune, telle qu'elle ressort de la base de données européenne d'occupation biophysique des sols Corine Land Cover (CLC), est marquée par l'importance des territoires agricoles (59,7 % en 2018), en diminution par rapport à 1990 (69,8 %). La répartition détaillée en 2018 est la suivante : 
terres arables (59,7 %), zones urbanisées (22,7 %), zones industrielles ou commerciales et réseaux de communication (17,6 %). L'évolution de l'occupation des sols de la commune et de ses infrastructures peut être observée sur les différentes représentations cartographiques du territoire : la carte de Cassini (XVIIIe siècle), la carte d'état-major (1820-1866) et les cartes ou photos aériennes de l'IGN pour la période actuelle (1950 à aujourd'hui).

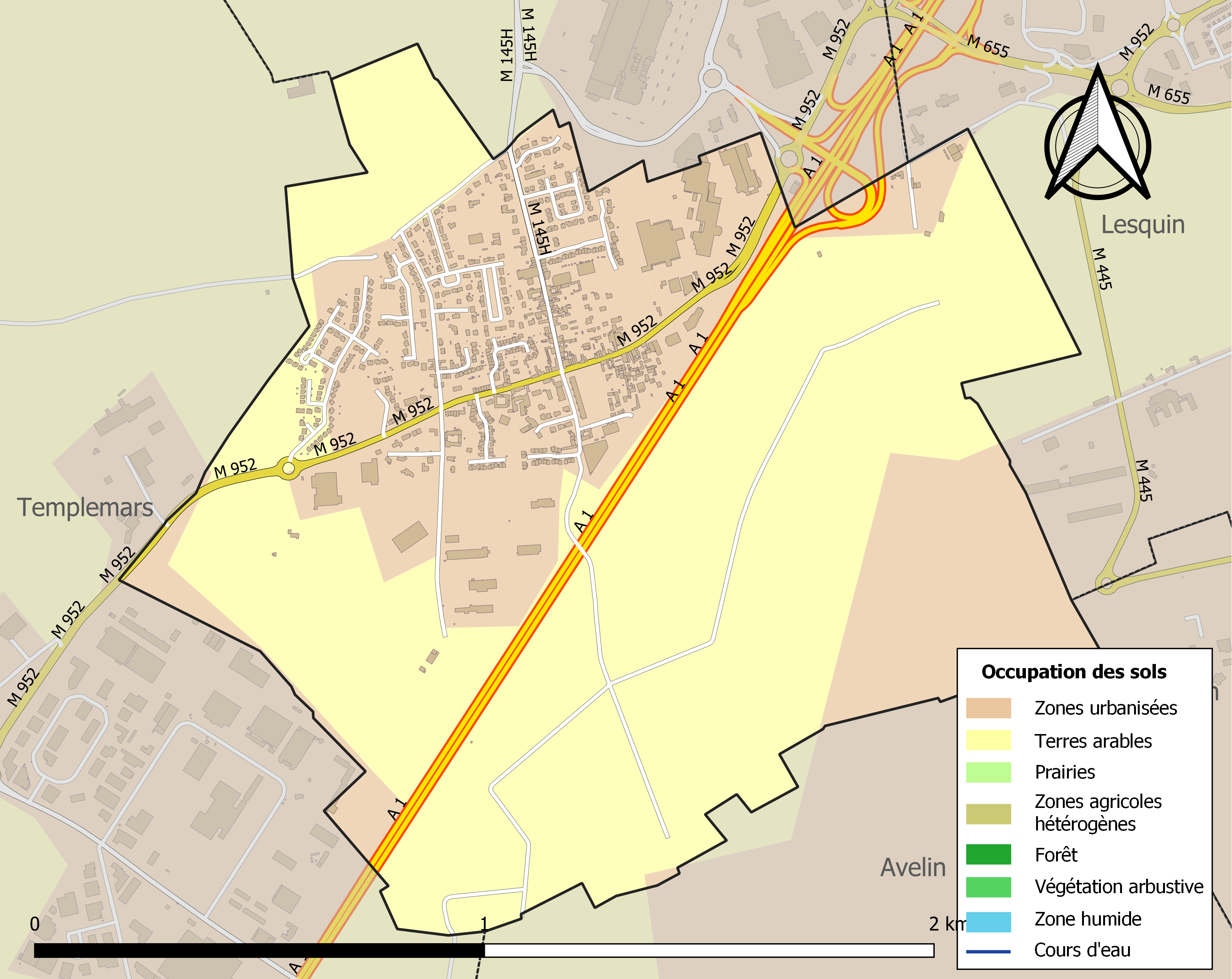
Carte des infrastructures et de l'occupation des sols de la commune en 2018 (CLC).

### Voies de communication et transports
La commune est desservie, en 2023, par les lignes 67, 921 et par les lignes de transport à la demande 21R et 70R du réseau Ilévia.

## Héraldique
| Blason de Vendeville | Blason  | Plumeté d'or et de sable. |
| Blason de Vendeville | Détails |                           |

## Histoire
Citée au XIIIe siècle dans un cartulaire de Saint-Pierre de Lille, la seigneurie appartient au XVIe siècle au chevalier Jean d'Estournelle, célèbre pour son pèlerinage à Sainte Rita.
Le nom de Vendeville vient de Vendhuille, qui lui-même a donné Vendville (Venduille) puis Vendeville ; le document suivant montre cette évolution dans son texte :
Pierre d'Estourmel-Vendville (16e degré), écuyer, seigneur de Vendville, fils de Gérard III et Marie de Barbançon, fut l'un des plus illustres de cette branche collatérale.
Des lettres de Charles-Quint en date du 3/03/1521 l'investirent de la charge honorable de Gavenier de Cambrai et du comté de Cambrésis. Il se rattacha à la branche directe par son mariage (12/03/1505) avec Adrienne d'Estourmel, fille de Simon-Creton.
Par suite de ce mariage, les Vendville portèrent pour armes : à la croix crételée d'argent, et pour brisure, un sautoir de gueules en abîme. Pierre obtient l'importante succession de sa tante Catherine de Bertrancourt, fille de son aïeule, Jeanne de Meurs, qui avait épousé, en 2ndes nôces, Jean de Bertrancourt. Catherine n'avait point de postérité de son mariage avec Henri Boquel, sgr de Biaches, près Péronne, où dans la suite plusieurs dame de la maison d'Estourmel portèrent le titre d'abbesse dans l'abbaye de cette localité.
Pierre d'Estourmal-Vendville décéda le 8/07/1528 et fut inhumé d'abord en l'église St Géry de Cambrai ; plus tard ses restes furent transportés dans l'église paroissiale de Vendhuile où ils furent réunis à ceux de sa femme et de sa fille sous un même mausolée.
C'est un monument remarquable, en pierre bleue, qui paraît avoir été calqué sur celui de Gilles d'Estourmel.
On y lit cette inscription (déjà) incomplète en 1857 :
Hôme de foi, noble hôme Pierre d'Estorml,
Sr de Venduyl qui trépassa en la cité de Cambrai
le VIIIe jour de juillet an MVc XXVIII fut enterré à
St Gery quand on fit le chastiau me........
Ci gist madamoiselle Adrien d'Estourml
fille dudit S.r d'Estourmel qui tré passa l'an mil Vc.....
Le reste est brisé ; car ce tombeau fut délaissé par le propriétaire étranger à la famille qui avait acquis le domaine de Vendhuille dès le milieu du XVIIe siècle, et il eut encore à subir les atteintes de la révolution de 93. C'est dans cet état d'abandon qu'il fut recueilli par les soins intelligents de M Le Masle qui en enrichit le musée de la ville de St Quentin. Sur la muraille de l'église de Vendhuile, à côté du monument, on lisait encore cette devise :  Sans attendre Estourmel .
En 1705, Jean-Baptiste Hespel (1678-1728), (Famille d'Hespel),écuyer, détient la seigneurie de  Vendeville. Fils d'Anselme, écuyer, seigneur de Flencques sur Houplines, licencié es-lois , bourgeois de Lille, greffier des États de Lille, rewart (chargé de la police) de Lille, et de Marie Verdière, Jean-Baptiste Hespel est baptisé à Lille le 9 juillet 1678, devient bourgeois de Lille le 7 août 1705, receveur des Bonnes filles (hôpital pour orphelines) de 1711 à 1725 et décède à Lille le 5 décembre 1728. Il prend pour femme à Lille le 8 juin 1705 Marie-Isabelle-Hyacinthe Bridoul (1680-1754), baptisée à Lille le 28 février 1680, morte à Lille le 16 février 1754, à 73 ans, fille de Jacques Bridoul III, écuyer, seigneur d 'Averdoingt, de Burgau, bourgeois de Lille, et de Marie-Catherine Lefebvre-Delattre,.
Marie-Alexandrine Hespel (1715-1781) est dame de Vendeville (les hommes sont seigneur de, les femmes qui héritent d'un fief sont dame de), Beaumanoir. Fille de Jean-Baptiste, elle est baptisée à Lille le 3 juin 1715 et meurt à Lille le 14 juin 1781 à 66 ans. Elle épouse à Lille le 21 septembre 1745 Gabriel-Eubert-Joseph Scherer de Scherbourg (1710-1787), chevalier, seigneur de Tourmignies, La Prée, Scherbourg, fils de Gabriel-Eubert, chevalier et d'Isabelle-Catherine Carpentier. Il est baptisé à Lille le 28 janvier 1710, devient bourgeois de Lille le 22 mars 1746 et meurt à Lille le 12 mars 1787, à 77 ans.
Alexandre-Joseph Scherer de Scherbourg (1747-1790), chevalier, fils de Gabriel-Eubert-Joseph, est seigneur de Tourmignies, Ricarmez, Scherbourg, Vendeville. Il nait à Tourmignies le 3 juillet 1747, devient bourgeois de Lille le 7 août 1770. Il meurt à Douai le 30 juin 1790 de la chute d'une planche tombée du beffroi, est inhumé à Seclin le 1er juillet 1790. Il épouse à Lille le 8 janvier 1770 Élisabeth-Françoise-Pélagie Percourt (1750-1827), dame de Le Becq, fille de Gilbert-François-Joseph, écuyer, seigneur de le Becq, bourgeois de Lille, et d'Élisabeth-Thérèse (ou Charlotte-Thérèse) Lefebvre, dame de Schoonvelde, d'Egouthières. L'épouse est baptisée à Lille le 30 juillet 1750 et meurt le 7 octobre 1827, à 77 ans. Pendant la Révolution française, elle se réfugie à Seclin avec sa fille Julie, mais est cependant inscrite sur la liste des émigrés. Elle n'en est rayée que le 9 fructidor an IX (27 août 1801),.
Eubert-Marie-Joseph Scherer de Scherbourg de Vendeville (1773-1856), fils d'Alexandre-Joseph, est seigneur de Scherbourg, Ricarmez, Vendeville, Il est baptisé à Lille le 16 janvier 1773, devient enseigne aux gardes wallonnes au service de l'Espagne le 27 février 1794, enseigne aux grenadiers le 5 mars 1795, sous-lieutenant le 5 août 1795, lieutenant-colonel  et réalise ainsi plusieurs campagnes contre la Révolution française. Il meurt sans enfants le 24 février 1856 à 83 ans. Il prend pour femme le 19 mai 1829 (il a 56 ans, sa femme 41) Henriette-Thérèse-Gabrielle Quecq (1788-1865), fille de Jean-Baptiste-Gabriel-Joseph Quecq, chevalier, seigneur de Sévelingue (hameau d'Essars), bourgeois de Lille, trésorier de France au bureau des finances de la généralité de Lille, conseiller municipal de Lille après la Révolution française, conseiller général du Nord, administrateur des hospices de Lille et de Marie-Thérèse-Joseph de Savary. L'épouse est baptisée à Lille le 19 avril 1788, et meurt le 16 septembre 1865, à 77 ans,.
Louis-Joseph-Castellain (1738-1827) est seigneur du petit Vendeville, des Cleps, de Lispré au moment de la Révolution française. Fils de Pierre-Joseph, dépositaire de la gouvernance de Lille, procureur du roi aux eaux et forêts, receveur des consignations, bourgeois de Lille, et de Marie-Jacqueline-Madeleine Vanwtberghe, il est baptisé à Lille le 24 septembre 1738. Bourgeois de Lille le 1er juin 1764, dépositaire du souverain bailliage de Lille, il est créé trésorier de France au bureau des finances de la généralité de Lille. Il passe greffier principal à ce siège le 31 octobre 1766; conseiller secrétaire du roi le 26 juillet 1786.Ses fonctions auraient pu lui valoir l'anoblissement si elles avaient été exercées assez longtemps (noblesse  dite inachevée). Il meurt à Loos le 11 décembre 1827 à 89 ans. Il épouse à Lille le 14 août 1761 Marie-Louise-Joseph de Fontaine (1730-1792), filel de Gilles, écuyer, seigneur des Sarteaux et de Marie-Barbe-Joseph Marissal. L'épouse baptisée à Lille le 2 juin 1730 meurt en 1792.

## Politique et administration
Maire de 1802 à 1807 : L. Lamblin,.

Maire en 1881 : Vanderstraeten.
| Période                                  | Période   | Identité          | Étiquette | Qualité |
| ---------------------------------------- | --------- | ----------------- | --------- | ------- |
| juin 1995                                | mars 2008 | Josiane Lecat     | PS        |         |
| mars 2008                                | mars 2014 | Hervé Verbrugge   | PS        |         |
| mars 2014                                | mai 2020  | Philippe Holvoote | DVD       |         |
| mai 2020                                 | En cours  | Ludovic Proisy    | DVD       |         |
| Les données manquantes sont à compléter. |           |                   |           |         |

## Population et société

### Démographie

#### Évolution démographique
L'évolution du nombre d'habitants est connue à travers les recensements de la population effectués dans la commune depuis 1793. Pour les communes de moins de 10 000 habitants, une enquête de recensement portant sur toute la population est réalisée tous les cinq ans, les populations de référence des années intermédiaires étant quant à elles estimées par interpolation ou extrapolation. Pour la commune, le premier recensement exhaustif entrant dans le cadre du nouveau dispositif a été réalisé en 2008.

En 2022, la commune comptait 1 615 habitants, en évolution de −0,74 % par rapport à 2016 (Nord : +0,51 %, France hors Mayotte : +2,11 %).
| 1793 | 1800 | 1806 | 1821 | 1831 | 1836 | 1841 | 1846 | 1851 |
| ---- | ---- | ---- | ---- | ---- | ---- | ---- | ---- | ---- |
| 255  | 229  | 285  | 348  | 342  | 444  | 482  | 481  | 461  |

| 1856 | 1861 | 1866 | 1872 | 1876 | 1881 | 1886 | 1891 | 1896 |
| ---- | ---- | ---- | ---- | ---- | ---- | ---- | ---- | ---- |
| 442  | 480  | 494  | 498  | 490  | 469  | 460  | 450  | 455  |

| 1901 | 1906 | 1911 | 1921 | 1926 | 1931 | 1936 | 1946 | 1954 |
| ---- | ---- | ---- | ---- | ---- | ---- | ---- | ---- | ---- |
| 474  | 464  | 464  | 408  | 432  | 447  | 448  | 377  | 446  |

| 1962 | 1968 | 1975 | 1982 | 1990  | 1999  | 2006  | 2008  | 2013  |
| ---- | ---- | ---- | ---- | ----- | ----- | ----- | ----- | ----- |
| 432  | 487  | 486  | 780  | 1 302 | 1 434 | 1 595 | 1 644 | 1 692 |

| 2018  | 2022  | - | - | - | - | - | - | - |
| ----- | ----- | - | - | - | - | - | - | - |
| 1 584 | 1 615 | - | - | - | - | - | - | - |

#### Pyramide des âges
La population de la commune est relativement jeune.
En 2018, le taux de personnes d'un âge inférieur à 30 ans s'élève à 33,7 %, soit en dessous de la moyenne départementale (39,5 %). À l'inverse, le taux de personnes d'âge supérieur à 60 ans est de 22,8 % la même année, alors qu'il est de 22,5 % au niveau départemental.
En 2018, la commune comptait 764 hommes pour 820 femmes, soit un taux de 51,77 % de femmes, égal au taux départemental (51,77 %).
Les pyramides des âges de la commune et du département s'établissent comme suit.
| Hommes | Classe d’âge | Femmes |
| ------ | ------------ | ------ |
| 0,0    | 90 ou +      | 0,4    |
| 3,8    | 75-89 ans    | 6,2    |
| 18,1   | 60-74 ans    | 17,2   |
| 25,5   | 45-59 ans    | 27,7   |
| 17,3   | 30-44 ans    | 16,3   |
| 18,7   | 15-29 ans    | 15,6   |
| 16,6   | 0-14 ans     | 16,6   |

| Hommes | Classe d’âge | Femmes |
| ------ | ------------ | ------ |
| 0,5    | 90 ou +      | 1,4    |
| 5,3    | 75-89 ans    | 8,1    |
| 14,8   | 60-74 ans    | 16,2   |
| 19,1   | 45-59 ans    | 18,4   |
| 19,5   | 30-44 ans    | 18,7   |
| 20,7   | 15-29 ans    | 19,1   |
| 20,2   | 0-14 ans     | 18     |

## Économie et industrie
Vendeville est le siège de la principale usine de fabrication du Ricard (groupe Pernod-Ricard), avec 18 millions de bouteilles par an.

## Lieux et monuments

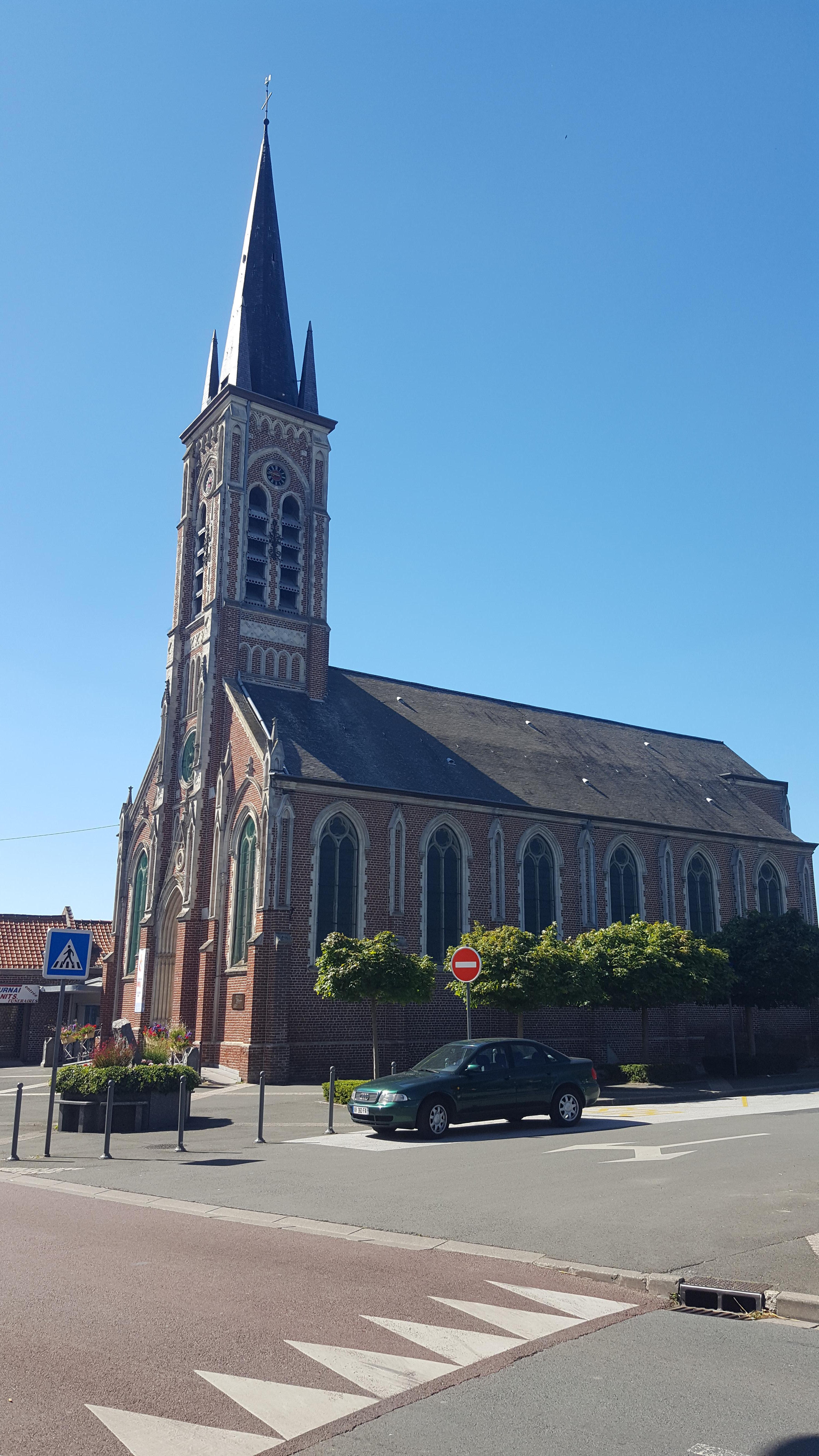
L'église Saint-Eubert.

- Église Saint-Eubert, faisant l'objet d'un pèlerinage dédié à sainte Rita. Elle est construite vers 1866 par les frères Jean-Baptiste et Charles Leroy, auteurs de nombreux édifices religieux autour de la métropole lilloise et notamment de la cathédrale Notre-Dame de la Treille.

## Sports
- Football Club Templemars Vendeville

## Pour approfondir